# 靖安军
靖安军是满洲国军的组成部分之一。设立时名为靖安游击队，是在九一八事变之后在关东军指导下编成的日本人、满洲人混成部队，主要进行对满洲各地抗日组织和武装集团的清剿。在中日戰爭爆发后出征华北，后改编为满洲国国防军第1师。

## 历史
九一八事变后，日本关东军需要警备的范围扩大，兵力捉襟见肘，借鉴日俄战争中的满洲义军和永沼挺进队的先例，决定建立以日本人为核心的日满混成部队。:17,18
1931年10月中旬，由关东军参谋小松己三雄骑兵少佐担任指导，在奉天成立靖安游击队，由奉天省自治政府直辖。日本陆军预备役中尉和田劲就任满洲国陆军少将，担任司令官。顾问有村宗吾，参谋长宫本新上校。人员约3,000名，编为第1军和第2军，驻防于奉天大西边门外的东大营。干部中2/3为日本人。自日本募集了一些17、18岁的中学毕业生，编为少年队、少年候补生队，配属于第2军。少年队作为将来的接班人专门接受指导。靖安游击队由于佩戴红色袖标而被称为“红袖队”。:43,44:465归关东军直接指挥，专门用于围剿抗日武装。起初靖安游击队的干部为了争取特别待遇，设立了特务机关，向政府要求大量的经费:17,18。
1932年6月，靖安游击队划归满洲国军政部直辖，改名为“靖安军”:43,44。由奉天移驻锦州。司令官藤井重郎少将。辖步兵2个团，骑兵和炮兵各1个团。满洲国军事顾问团对本是一介预备役中尉的和田司令的能力不甚信任。军事顾问佐佐木到一大佐把军政部的改编方案交给靖安游击队，并强硬表示“要么按照此方案改编，要么直接解除武装。”虽然一部分日系军官大为愤慨，最终还是同意了改编方案。军饷与其他部队等量，特有的红袖章也被取消，使用襟章:17,18。司令官由藤井重郎少将接任，改编为步兵第1团、第2团、骑兵团、炮兵团。美崎丈平上校任步兵第1团团长，辅佐藤井司令官。此后靖安军在满洲国各地清剿匪贼:43,44。1932年12月16日联队长森秀树在庄河被大刀会鞠仁卿斩首，追晋陆军少将。
1937年7月7日，中日戰爭爆发，中国国民革命军第84师（师长高桂滋）越过长城进入满洲国的热河省丰宁县。关东军要求满洲国军出击，8月1日在承德市以靖安军步兵第一团、炮兵队、热河省的第五军管区的第五教导队下属的第五步兵团、第五骑兵团、独立自动车（汽车）队第一连等组成热河支队，由藤井重郎为司令，第五教导队长朱家训任副司令。:240-242编入8月14日关东军各部（酒井兵团、本多兵团、篠原支队、堤支队、大泉支队、飞行集团等）组成的察哈尔派遣兵团，关东军参谋长东条英机为司令，在察南作战，从长城一线进攻张家口至南口一带的中国军队。热河支队开赴热河西部的丰宁县第五区（黑河川地区，今为赤城县东部），向占有长城制高点的中国军队发动攻击，前期陷入苦战。8月18日（另说8月21日）藤井支队长在丰宁县黑鞑营子（今赤城县茨营子乡政府驻地河口村，也称黑达营村）西侧被靖安军步兵团第一机枪连班长李玉峰击毙。此后美崎丈平上校继任支队长，重整阵容，击退中国军队，并前进至察哈尔（即南口战役）。热河支队担当了守卫补给线和清扫残敌的任务。1938年，热河支队凯旋，经历战斗19场，死伤60余名，失踪143名:105-107。
1939年靖安军改编为满洲国军靖安第1师，所辖编制不变，所属步兵两团、骑兵一团、炮兵一团(两营)及通信队，总兵员约六千人。师长为秋山秀少将，驻地为锦县。1941年，番号中去掉靖安二字，改称第一师，山崎积任师长，调驻富锦县。
1942年7月7日，进驻乌苏里江边的饶河县东安镇的靖安军步兵第二团第二营第六连士兵国如阜、中士班长祁连升、孙学义、周岩峰和薛兴起，击毙连队中的日籍军官和几名中国籍副排长、班长，率全连71人携机枪8挺，掷弹筒2枚，步枪百余枝及大批子弹渡江进入苏联境内参加东北抗日联军。国如阜改名为张为国，被任命为东北抗联教导旅二营一连三排排长。周岩峰(1918年2月-2002年1月)，辽宁省朝阳县人，1945年9月任驻九台县苏军警备司令部中尉副司令、九台县第一任党支部书记。孙学义任双阳县苏军警备司令部少尉副司令。
1943年6月12日，满洲国军事部大臣邢士廉上将、第七军管区司令官赫慕侠中将陪同关东军司付兼满洲国军事部最高军事顾问楠本実隆中将到富锦县乌尔古力山要塞视察。视察中，靖安师第1团第2营第4连的常隆基突然开枪击中楠本実隆胸部，并将邢士廉击伤。常隆基随后纵马逃逸，在追捕中无法脱逃，投松花江自尽。日军将此事称为“五顶山事件”。事件发生后，第七军管区司令官赫慕侠中将停职处分，靖安师长山崎积少将惩戒免职，秋山秀继任师长；第2团团长西岛四郎上校惩戒免职，关东军第7独立国境守备队队长山村治雄少将免职。
1944年7月靖安师被调离富锦移防锦州。最后的编制仍是师辖二个步兵团，一个骑兵团和一个炮兵团。1945年1月，下辖的步兵第37团编入铁石部队，被派往华北的冀东地区。7月15日第1师移驻勃利，新兵训练仍在锦县。隶属驻密山的满洲国军第十一军管区（司令官郭若林中将）。8月9日，苏联发动对日作战，攻入满洲国。此时尽管部队接到了作战准备的命令，由于军心动摇，出现了逃兵和叛乱。第1师的日系军官此后向哈尔滨移动，在8月26日得知日本已经投降，师长宣布部队解散。:105-107

## 编制
1933年（大同2年）1月时靖安军编制如下：靖安军司令部，司令官藤井重郎少将:116，下辖2个步兵团、1个骑兵团、1个炮兵团及卫队、汽车班、军犬班、信鸽班。步兵第1团团长美崎丈平上校，辖本部、3个步兵营、机关枪连、迫击炮连、补充连。步兵第2团团长赤泽三六上校，编制与第1团基本相同，无迫击炮连，有轻迫连。骑兵团团长山崎积上校，辖本部、3个骑兵连、机关枪连、补充连。炮兵团团长柴田润人中校，辖本部和2个炮兵连。:十四1933年8月共有3,760人:163。1934年7月有2,769人:170。
1945年时为满洲国防军第1师，师长秋山秀少将，下辖步兵第36团、第37团（派往华北）、骑兵第45团、炮兵团、通信连、辎重队、高射炮排、无线电台、信鸽通信班。:186

## 关联项目
- 东北抗日联军